# Mitsubishi Heavy Industries Football Club 1967
Questa voce raccoglie le informazioni riguardanti il Mitsubishi Heavy Industries nelle competizioni ufficiali della stagione 1967.

## Stagione
Con l'attaccante Hiroshi Ninomiya alla guida tecnica della squadra e con l'assunzione in squadra del centrocampista Takaji Mori (proveniente dall'università di Waseda), il Mitsubishi Heavy Industries confermò la propria partecipazione alla Coppa dell'Imperatore mantenendo in campionato un rendimento regolare che le consentì di centrare l'obiettivo senza problemi. In quella stessa competizione la squadra raggiunse per la prima volta la finale, dove fu sconfitta di misura dai campioni nazionali del Toyo Kogyo.

## Maglie e sponsor
Vengono confermate le divise con maglie blu e calzoncini bianchi.
| Manica sinistra · Maglietta · Manica destra · Pantaloncini · Calzettoni | Manica sinistra · Maglietta · Manica destra · Pantaloncini · Calzettoni |  |

## Rosa
| N. |                     | Ruolo | Calciatore       |
| -- | ------------------- | ----- | ---------------- |
|    | Giappone (bandiera) | P     | Kenzō Yokoyama   |
|    | Giappone (bandiera) | D     | Hiroshi Katayama |
|    | Giappone (bandiera) | D     | Tadao Ōnishi     |
|    | Giappone (bandiera) | D     | Hiroshi Shioya   |
|    | Giappone (bandiera) | C     | Motoaki Inukai   |
|    | Giappone (bandiera) | C     | Takaji Mori      |
|    | Giappone (bandiera) | C     | Masakuni Morita  |
|    | Giappone (bandiera) | C     | Kenji Okubo      |

| N. |                     | Ruolo | Calciatore          |
| -- | ------------------- | ----- | ------------------- |
|    | Giappone (bandiera) | C     | Yasuo Shimizu       |
|    | Giappone (bandiera) | C     | Shōzō Tsugitani     |
|    | Giappone (bandiera) | A     | Hiroshi Yamada      |
|    | Giappone (bandiera) | A     | Hiroshi Ninomiya    |
|    | Giappone (bandiera) | A     | Ryūichi Sugiyama    |
|    | Giappone (bandiera) | A     | Tsuneo Ito          |
|    | Giappone (bandiera) | A     | Yoshitaka Takahashi |

## Statistiche

### Statistiche di squadra
| Competizione          | Punti | Totale | Totale | Totale | Totale | Totale | Totale | DR  |
| Competizione          | Punti | G      | V      | N      | P      | Gf     | Gs     | DR  |
| --------------------- | ----- | ------ | ------ | ------ | ------ | ------ | ------ | --- |
| Japan Soccer League   | 19    | 14     | 9      | 1      | 4      | 38     | 19     | +19 |
| Coppa dell'Imperatore | -     | 4      | 2      | 0      | 2      | 8      | 2      | +6  |
| Totale                |       | 18     | 11     | 1      | 6      | 46     | 21     | +25 |